# Fatima Gallaire
« Gallaire » redirige ici. Pour l’article homophone, voir Galère.
Fatima Gallaire, née Fatima Bourega le 1er août 1944 à El Harrouch, en Algérie et morte le 15 septembre 2020 à Paris, est une dramaturge et auteur de nouvelles franco-algérienne.

## Biographie
Née en 1944 à El Harrouch, elle est licenciée en lettres françaises de l'université d'Alger et en cinéma de l'université de Vincennes.
Elle écrit plus de vingt pièces, qui sont traduites dans de nombreuses langues, dont l'anglais, l'italien, l'allemand, l'espagnol et l'ouzbek, et mises en scène dans plusieurs théâtres, notamment Ah ! vous êtes venus là où il y a quelques tombes en 1986, Les Co-épouses en 1991, et Au cœur, la brûlure en 1992.
Elle obtient le Prix Arletty en 1990, le Prix Kateb Yacine et Malek Haddad de la Fondation Nourredine Aba en 1993 et le Prix Amic de l'Académie française pour l'ensemble de son œuvre théâtrale en 1994.
La création de Princesses, au Théâtre des Amandiers de Nanterre, mise en scène par Jean-Pierre Vincent, reçoit le Prix de la meilleure création d'une pièce en langue française du Syndicat de la critique 1990-1991.
Elle est éditée entre autres aux Éditions des Quatre-Vents.

## Publications

### Théâtre
- Témoignage contre un homme stérile, Paris, L'Avant-scène, coll. « L'Avant-scène-Théâtre » (no 815), 1987 ; publié avec : Sony Labou Tansi, Moi, veuve de l'empire : tragédie musicale comique en 3 tableaux.
- Ah ! vous êtes venus là où il y a quelques tombes, Paris, Éditions des Quatre-Vents, 1988, 87 p. (ISBN 2-907468-00-6).
- Les Co-épouses, Paris, Éditions des Quatre-Vents, coll. « Théâtre », 1990, 104 p. (ISBN 2-907468-15-4).
- La fête virile : pièce en trois parties, Paris, Éditions des Quatre-Vents, 1992, 48 p. (ISBN 2-907468-38-3)[8].
- Au loin, les caroubiers. Rimm, la gazelle, Paris, Éditions des Quatre-Vents, coll. « Répertoire thématique contemporain : la famille », 1993, 63 p. (ISBN 2-907468-43-X)[9],[10].
- Molly des sables. Au coeur, la brûlure, Paris, L'avant-scène, 1994, 47 p.
- Les richesses de l'hiver, Paris, L'avant-scène, 1996, 53 p..
- La beauté de l'icône, Paris, Éditions Art et comédie, coll. « Côté scène », 2003, 46 p. (ISBN 2-84422-340-0).
- Théâtre complet, Paris, L'Avant-scène théâtre, coll. « Collection des quatre-vents. Contemporain », 2004, 273 p. (ISBN 2-7498-0928-2)

réunit : Princesses (réédition de Ah ! vous êtes venus là où il y a quelques tombes) ; La fête virile ; Les co-épouses ; Au loin, les caroubiers ; Rimm, la gazelle.

### Ouvrages pour la jeunesse
- L'Ami Le Mendigot. L'Ami Le geai bleu  (ill. Bruno St-Aubin), Hurtubise HMH, coll. « Tête Bêche » (no 1), 1991, 81 p. (ISBN 2-89045-982-9).
- Le mendigot  (ill. Bruno St-Aubin), Paris, Gamma jeunesse, coll. « Collection Plus », 70 p. (ISBN 2-7130-1408-5).
- Le chant de la montagne  (ill. Alain Longpré), Paris, Gamma jeunesse, coll. « Collection Plus », 86 p. (ISBN 2-7130-1622-3).